# Munduapo (paroisse civile)
Pour les articles homonymes, voir Munduapo.
Munduapo est l'une des quatre paroisses civiles de la municipalité d'Autana dans l'État d'Amazonas au Venezuela. Sa capitale est Munduapo.